# Leopold I Józef
Leopold Józef Lotaryński (ur. 11 września 1679 w Innsbrucku, zm. 27 marca 1729 w Lunéville) – książę Lotaryngii w latach 1690–1729 i książę cieszyński w latach 1722–1729, syn Karola V Lotaryńskiego i Eleonory Habsburżanki.
Jego żoną była Elżbieta Charlotta Orleańska.